# Kambreško
Kambreško je naselje in pokrajina v Občini Kanal ob Soči. 
Kambreško je slikovito in edinstveno območje skrajno zahodne Slovenije, na meji z Italijo. Središče predstavlja vas Kambreško, ki je s cesto iz doline Soče povezano s Ročinjem in od koder vodijo poti v vse smeri. Proti severovzhodu vodi cesta v vas Srednje s cerkvijo Sv. Trojice in še v dva zaselka, stransko Avško in Pušno, od koder se odcepi še ena cesta v dolino (k Doblarju) ter naprej proti Kolovratu in Livških ravnah – Livkom.
Drugo izhodišče na severozahodno stran je tri kilometre dolga cesta v dolino do vasi Podrovne z mostom čez reko Idrijo. Na pol poti proti Podklancu se desno odcepi tudi makadamska cesta proti zgodovinsko pomembni zapuščeni vasici Kosi, s koritom iz prve svetovne vojne in napoleonovim mostom. Vas je znana po oficirski vojaški bolnišnici in rezidenco generala Badoglia iz prve svetovne vojne.
Po že omenjenih zaselkih najdemo ostanke starih sušilnic za sadje »pajštve«, najpomembnejša pa je Paulnova sušilnica na Kambreškem, ki je obnovljena in še vedno deluje. Na poti na hrib Globočak stoji kaverna, ki so jo osvetlili s svečami. Na Globočak vsako leto, zadnjo nedeljo v oktobru poteka pohod, ki ga organizira domače TRD Globočak. Pohod poteka v spomin na žrtve vseh vojn, ki so potekale v teh krajih. Na Kambreškem stoji tudi etnološki spomenik – Lukčeva hiša, ki predstavlja dom spominov in zgodovine vseh prebivalcev Kambreškega. v njej je urejena etnološka zbirka fotografij in zbirka predmetov iz 1. svetovne vojne, tehnična zbirka orodij in »lukčevo kamnito ognjišče«.
Na Kambreškem stoji fontana iz leta 1916. Iz obdobja prve svetovne vojne pa je tudi zbiralnik za vodo, ki ga uporabljajo še danes. V bližini sta vasici Humarji – razgledna točka in Močila, ker najdemo še eno korito iz prve svetovne vojne. V bližini Kambreškega je še 29 metrov visok slap Savinka z dvema manjšima slapovoma nad in pod njim. 
Ti kraji, kot celoten Kanalski Kolovrat, slovijo po čebelarstvu in medu, zato so v vasicah čebelnjaki pogosti. Domačini se radi pohvalijo tudi z izdelki iz kozjega in kravjega mleka, poleg tega pa so ohranili tudi star običaj tolčenja mleka v pinjah.
Domača gledališka skupina Globočak aktivno deluje že od leta 2002. Najbolj znana prireditev so Tradicionalni kulturni dnevi pod Globočakom, na katerih se predstavijo ustvarjalci z obeh bregov mejne reke Idrije oziroma od tržaškega krasa do Benečije in Rezije.